# Pedro Velarde y Santillán
Pedro Velarde y Santillán (Muriedas, 25 ottobre 1779 – Madrid, 2 maggio 1808) è stato un militare spagnolo famoso per la sua morte eroica durante la rivolta del due di maggio contro l'occupazione francese di Madrid.
Divenne un eroe popolare ed un martire nella successiva guerra d'indipendenza spagnola combattuta contro l'impero francese.

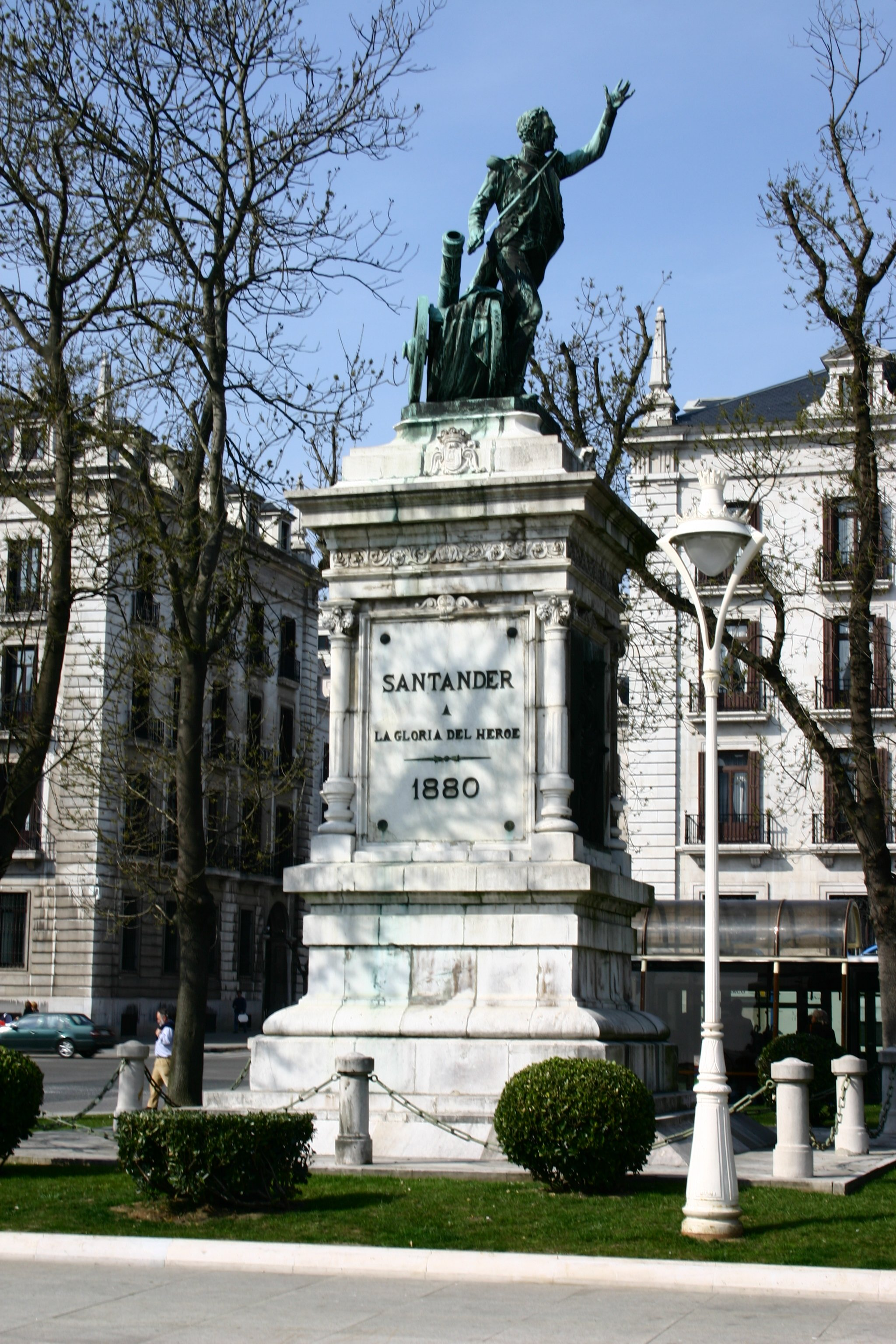
Statua di Pedro Velarde y Santillán a Santander

## Biografia
Nato a Muriedas (Camargo) da una famiglia della Cantabria, Velarde si arruolò nel collegio d'artiglieria (Colegio de Artillería) dell'Alcázar de Segovia nel 1793. Terminò gli studi tra i primi della classe, e nel 1799 fu promosso sottotenente. Nel 1800 combatté la guerra delle arance contro il Portogallo, venendo promosso tenente nel 1801.
Velarde tornò al collegio d'artiglieria dopo la fine della guerra, lavorando come professore di matematica e balistica, campi nei quali divenne esperto. Nel 1806 fu nominato segretario dei corpi d'artiglieria Junta Superior Económica e si stabilì a Madrid.

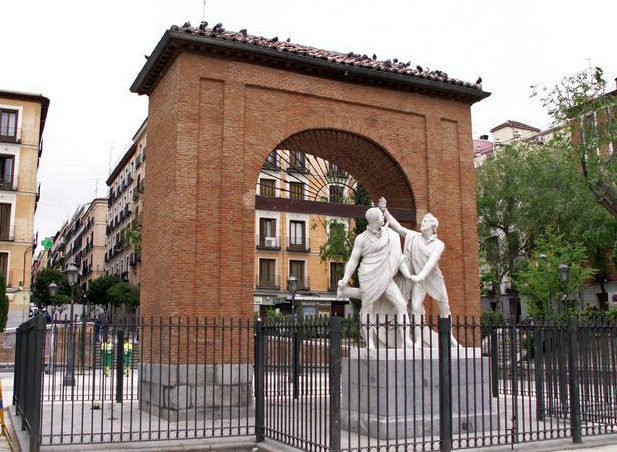
Monumento a Daoíz e Velarde, Plaza del Dos de Mayo, Madrid

Quando il 2 maggio 1808 scoppiò una rivolta di massa contro gli invasori francesi, Velarde imbracciò le armi e guidò i propri uomini. Agendo sotto la guida della giunta, Velarde condusse 37 soldati a difendere dai francesi le caserme d'artiglieria di Monteleón. Velarde, con il commilitone Luís Daoíz de Torres ed altri soldati, morì assieme ad altre centinaia di persone nella dura battaglia di quel giorno. Aveva 28 anni.
Il nome di uno dei due leoni che si trovano all'ingresso del Congresso dei Deputati è "Velarde", mentre l'altro si chiama Daoiz.
Il suo corpo fu recuperato dal campo di battaglia e sepolto. L'ultima disperata difesa di Velarde, immortalata in opere d'arte e monumenti, gli assicura un posto d'onore nel pantheon degli eroi della resistenza nazionale a Napoleone.